# Die Krone von Palma
Die Krone von Palma ist ein Kriminalfilm von 1919 der Filmreihe Joe Deebs. Regie führte Harry Piel. Der Detektiv Joe Deebs wird von Heinrich Schroth dargestellt.

## Handlung
Professor Queri erregt durch seine Verschwendung in einem Varieté die Aufmerksamkeit des Detektivs Joe Deebs. Rasch erkennt dieser hinter der Maske des Queri den gesuchten Verbrecher Keleni. Dessen neuestes Schurkenstück soll dem Herzog von Palma schaden, denn Keleni beabsichtigt, ihm den Fund einer Silberader in dessen verlassener Bergwerksmine vorzugaukeln.
Nun ist Deebs hellwach und lässt Keleni/Queri nicht mehr aus den Augen. Er verhindert dessen Betrugsversuch und schafft es sogar, dem vor 15 Jahren seiner Krone beraubten Herzog selbige zurückzubringen. Im Showdown mit Keleni kommt es zu einer Explosion, bei der der Schurke ums Leben kommt.

## Produktionsnotizen
Die Krone von Palma wurde zum Jahresende 1918 gedreht und im Januar 1919 uraufgeführt. Produzent Joe May hatte auch die künstlerische Oberleitung.

## Kritik
In Paimann’s Filmlisten ist zu lesen: „Stoff phantastisch. Spiel, Photos und Szenerie sehr gut. Rollschuh- und Tanzszenen ausgezeichnet.“